# 11614 Istropolitana
11614 Istropolitana este un asteroid din centura principală de asteroizi.

## Descriere
11614 Istropolitana este un asteroid din centura principală de asteroizi. A fost descoperit pe 14 ianuarie 1996 la Modra de Adrián Galád și Alexander Pravda. Asteroidul prezintă o orbită caracterizată de o semiaxă mare de 2,99 ua, o excentricitate de 0,13 și o înclinație de 12,0° în raport cu ecliptica.